# 硒酮

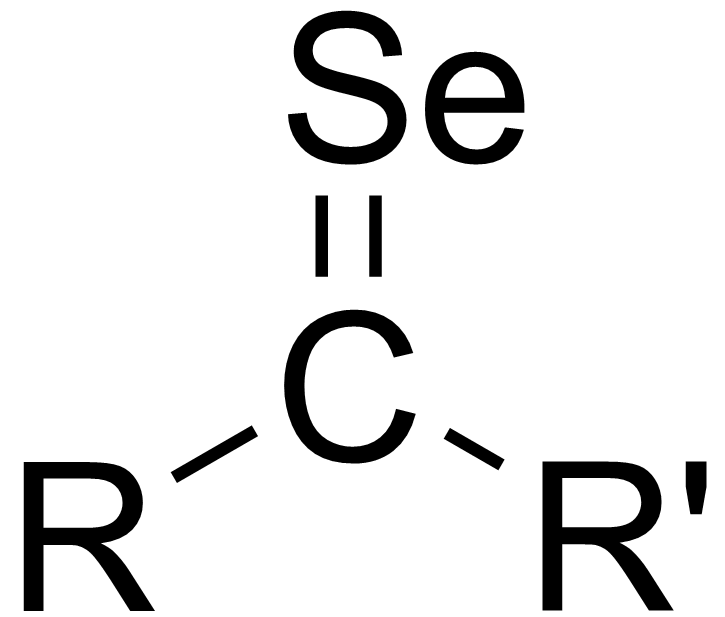
硒酮的结构

硒酮是酮中的氧原子被硒取代而成的化合物。硒酮可通过77Se-NMR分析，本身也是77Se-NMR的手性衍生剂。 和𫫇唑烷酮在埃文斯羟醛反应中的用途类似，有手性的𫫇唑烷硒酮可控制反应的立体选择性，然后用77Se-NMR确定羟醛产物的对映体过量百分数。
硒代二苯基甲酮可以可逆地二聚，也能在类似于Diels-Alder反应的环加成反应中与1,3-二烯反应。